# 1072. grenadirski polk (Wehrmacht)
1072. grenadirski polk (izvirno nemško 1072. Grenadier-Regiment; kratica 1072. GR) je bil pehotni polk Heera v času druge svetovne vojne.

## Zgodovina
Polk je bil ustanovljen 1. julija 1944; 18. avgusta istega leta je bil razpuščen in moštvo dodeljeno 252. pehotni diviziji.